# Roquefort-sur-Garonne
Pour les articles homonymes, voir Roquefort.
Roquefort-sur-Garonne est une commune française située dans le centre du département de la Haute-Garonne en région Occitanie.
Sur le plan historique et culturel, la commune est dans le pays de Comminges, correspondant à l’ancien comté de Comminges, circonscription de la province de Gascogne située sur les départements actuels du Gers, de la Haute-Garonne, des Hautes-Pyrénées et de l'Ariège. Exposée à un climat océanique altéré, elle est drainée par la Garonne et par divers autres petits cours d'eau. La commune possède un patrimoine naturel remarquable : deux sites Natura 2000 (la « vallée de la Garonne de Boussens à Carbonne » et « Garonne, Ariège, Hers, Salat, Pique et Neste »), un espace protégé (« la Garonne, l'Ariège, l'Hers Vif et le Salat ») et six zones naturelles d'intérêt écologique, faunistique et floristique.
Roquefort-sur-Garonne est une commune rurale qui compte 799 habitants en 2022. Elle est dans l'agglomération de Boussens et fait partie de l'aire d'attraction de Toulouse. Ses habitants sont appelés les Roquefortains ou  Roquefortaines.

## Géographie

### Localisation
La commune de Roquefort-sur-Garonne se trouve dans le département de la Haute-Garonne, en région Occitanie.
Elle se situe à 62 km à vol d'oiseau de Toulouse, préfecture du département, à 21 km de Saint-Gaudens, sous-préfecture, et à 52 km de Bagnères-de-Luchon, bureau centralisateur du canton de Bagnères-de-Luchon dont dépend la commune depuis 2015 pour les élections départementales.
La commune fait en outre partie du bassin de vie de Martres-Tolosane.
Les communes les plus proches sont : 
Boussens (1,3 km), Mancioux (2,0 km), Mazères-sur-Salat (3,5 km), Ausseing (3,8 km), Le Fréchet (3,9 km), Montclar-de-Comminges (4,1 km), Saint-Martory (4,3 km), Cassagne (4,7 km).
Sur le plan historique et culturel, Roquefort-sur-Garonne fait partie du pays de Comminges, correspondant à l’ancien comté de Comminges, circonscription de la province de Gascogne située sur les départements actuels du Gers, de la Haute-Garonne, des Hautes-Pyrénées et de l'Ariège.
Roquefort-sur-Garonne est limitrophe de dix autres communes.
Les communes limitrophes sont Martres-Tolosane, Ausseing, Belbèze-en-Comminges, Boussens, Cassagne, Mancioux, Mauran, Mazères-sur-Salat, Montclar-de-Comminges et Saint-Martory.
| Boussens                | Martres-Tolosane      | Mauran                         |
| Mancioux, Saint-Martory | Roquefort-sur-Garonne | Montclar-de-Comminges          |
| Mazères-sur-Salat       | Cassagne              | Ausseing, Belbèze-en-Comminges |

### Géologie et relief
La superficie de la commune est de 956 hectares ; son altitude varie de 261  à   380 mètres.

### Hydrographie
Elle est drainée par la Garonne, le Salat, un bras de la Garonne, un bras du Salat, le ruisseau de Bourric, le ruisseau de la Gravette, le ruisseau de Loubrague, le ruisseau de Péré et par divers petits cours d'eau, constituant un réseau hydrographique de 16 km de longueur totale,.
La Garonne est un fleuve principalement français prenant sa source en Espagne et qui coule sur 529 km avant de se jeter dans l’océan Atlantique.

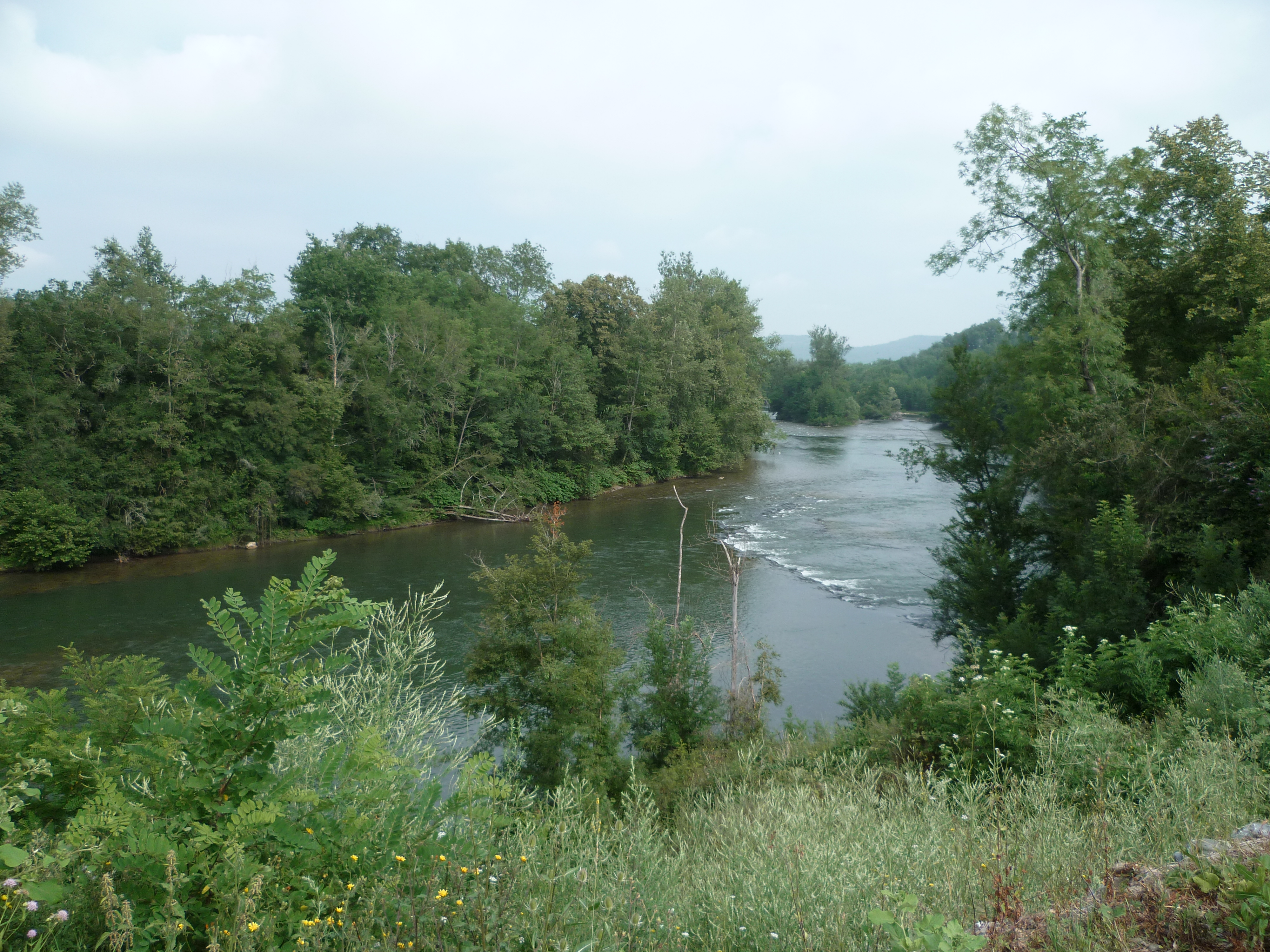
Le Salat.
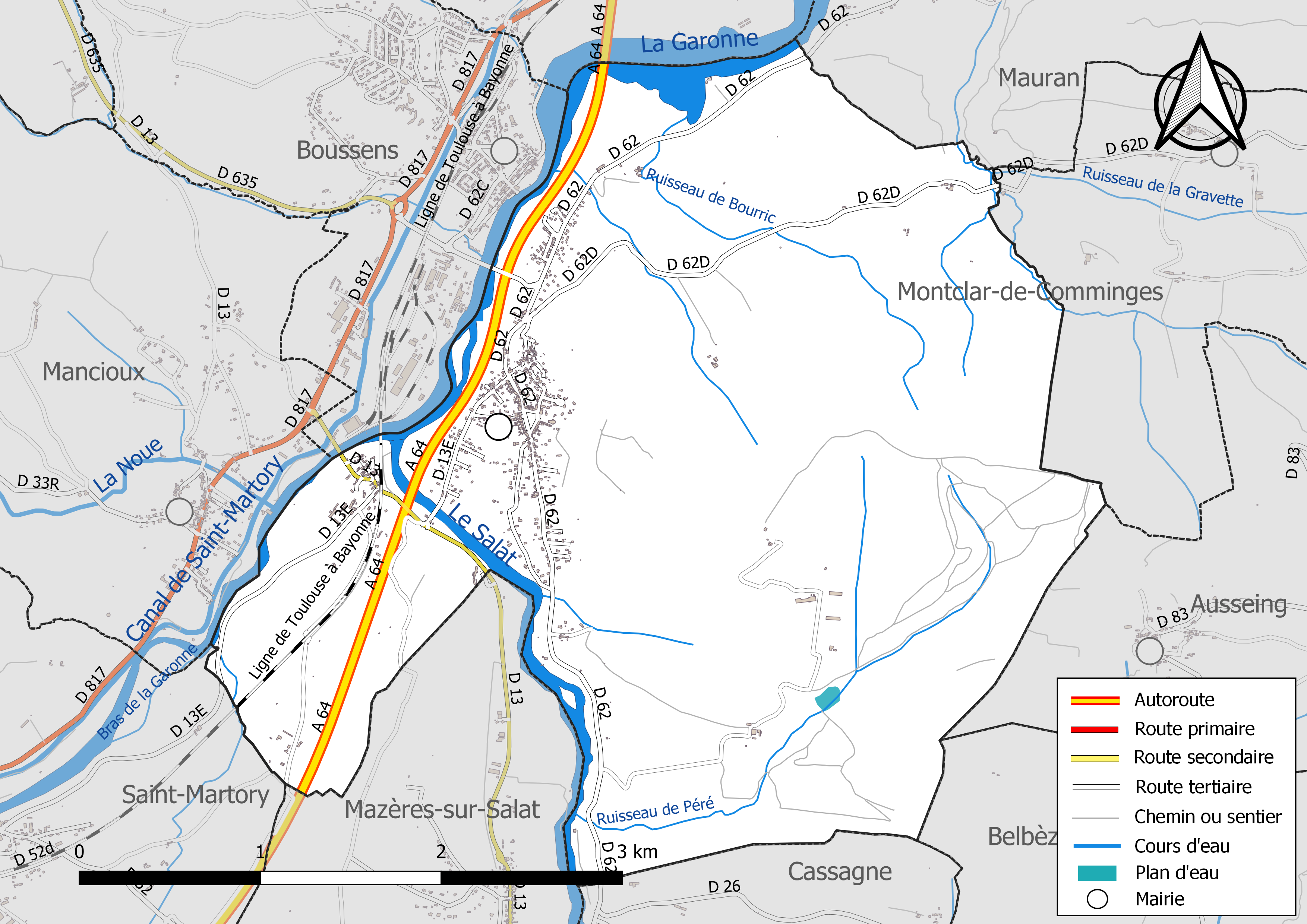
Réseaux hydrographique et routier de Roquefort-sur-Garonne.

### Climat
Pour des articles plus généraux, voir Climat de l'Occitanie et Climat de la Haute-Garonne.
En 2010, le climat de la commune est de type climat océanique altéré, selon une étude s'appuyant sur une série de données couvrant la période 1971-2000. En 2020, Météo-France publie une typologie des climats de la France métropolitaine dans laquelle la commune est dans une zone de transition entre le climat océanique altéré et le climat de montagne ou de marges de montagne et est dans la région climatique Pyrénées centrales, caractérisée par une pluviométrie annuelle de 1 000 à 1 200 mm.
Pour la période 1971-2000, la température annuelle moyenne est de 12,5 °C, avec une amplitude thermique annuelle de 15,1 °C. Le cumul annuel moyen de précipitations est de 866 mm, avec 9,7 jours de précipitations en janvier et 6,4 jours en juillet. Pour la période 1991-2020, la température moyenne annuelle observée sur la station météorologique la plus proche, située sur la commune de Palaminy à 9 km à vol d'oiseau, est de 13,2 °C et le cumul annuel moyen de précipitations est de 715,2 mm,. Pour l'avenir, les paramètres climatiques de la commune estimés pour 2050 selon différents scénarios d'émission de gaz à effet de serre sont consultables sur un site dédié publié par Météo-France en novembre 2022.

### Milieux naturels et biodiversité

#### Espaces protégés
La protection réglementaire est le mode d’intervention le plus fort pour préserver des espaces naturels remarquables et leur biodiversité associée,.
Un  espace protégé est présent sur la commune : 
« la Garonne, l'Ariège, l'Hers Vif et le Salat », objet d'un arrêté de protection de biotope, d'une superficie de 1 658,7 ha.

#### Réseau Natura 2000

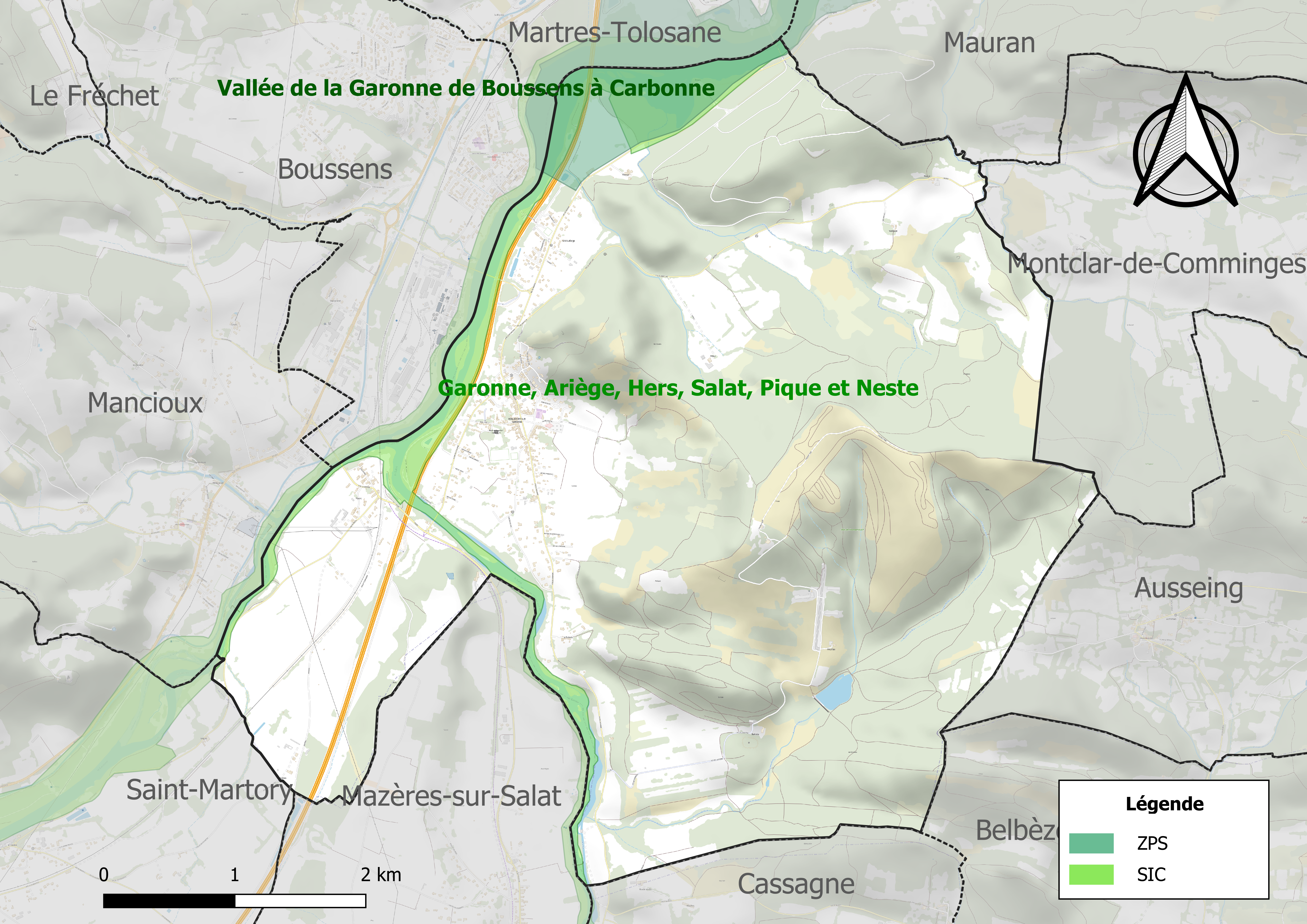
Site Natura 2000 sur le territoire communal.

Le réseau Natura 2000 est un réseau écologique européen de sites naturels d'intérêt écologique élaboré à partir des directives habitats et oiseaux, constitué de zones spéciales de conservation (ZSC) et de zones de protection spéciale (ZPS).
Un site Natura 2000 a été défini sur la commune au titre de la directive habitats :
- « Garonne, Ariège, Hers, Salat, Pique et Neste », d'une superficie de 9 581 ha, un réseau hydrographique pour les poissons migrateurs (zones de frayères actives et potentielles importantes pour le Saumon en particulier qui fait l'objet d'alevinages réguliers et dont des adultes atteignent déjà Foix sur l'Ariège[21]

et un au titre de la directive oiseaux : 
- la « vallée de la Garonne de Boussens à Carbonne », d'une superficie de 1 893 ha, hébergeant une avifaune bien représentée en diversité, mais en effectifs limités (en particulier, baisse des populations de plusieurs espèces de hérons). Trois espèces de hérons y nichent : Garde-bœufs, Bihoreau gris et Aigrette garzette[22].

#### Zones naturelles d'intérêt écologique, faunistique et floristique

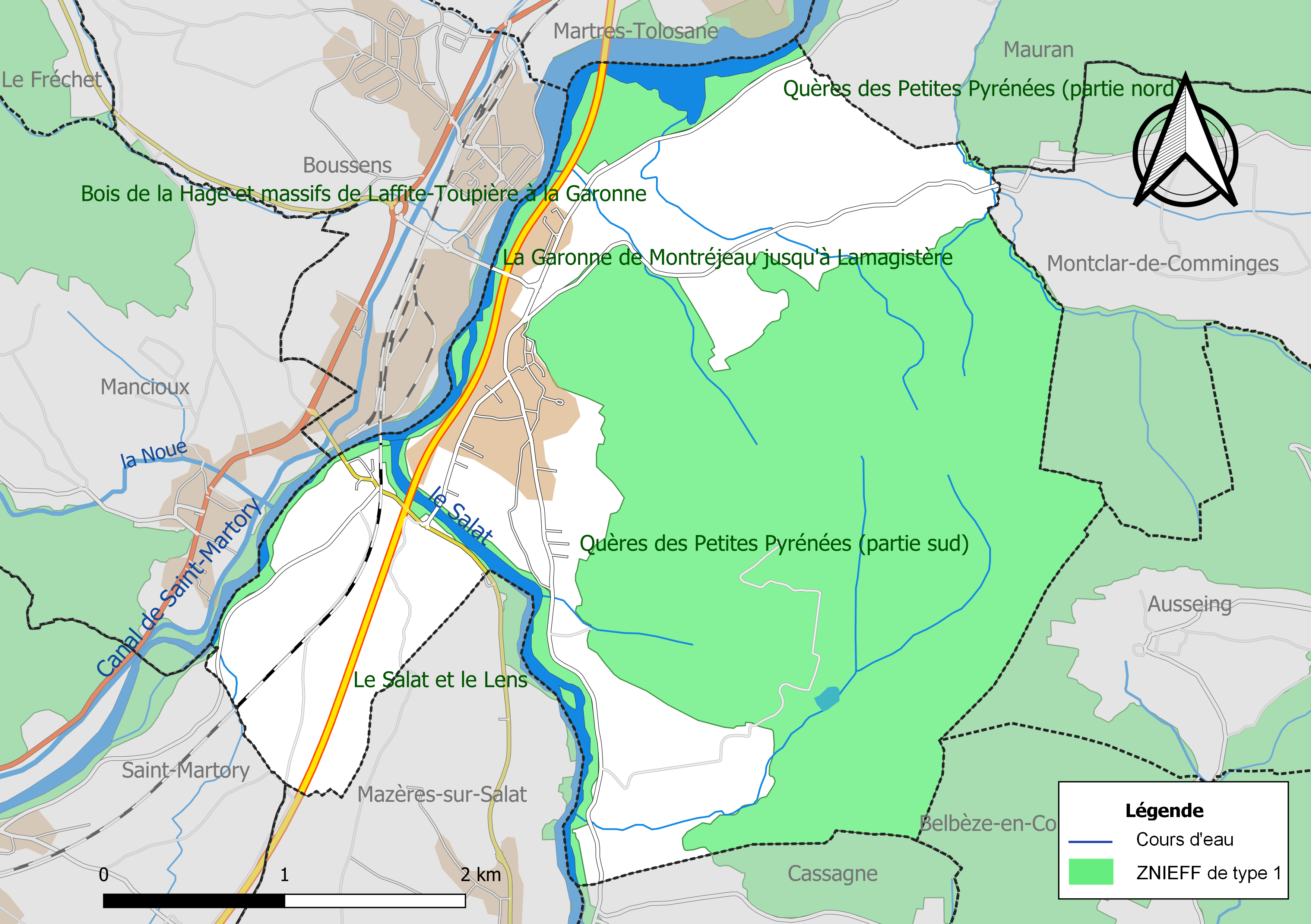
Carte des ZNIEFF de type 1 localisées sur la commune.

L’inventaire des zones naturelles d'intérêt écologique, faunistique et floristique (ZNIEFF) a pour objectif de réaliser une couverture des zones les plus intéressantes sur le plan écologique, essentiellement dans la perspective d’améliorer la connaissance du patrimoine naturel national et de fournir aux différents décideurs un outil d’aide à la prise en compte de l’environnement dans l’aménagement du territoire.
Quatre ZNIEFF de type 1 sont recensées sur la commune :
- « la Garonne de Montréjeau jusqu'à Lamagistère » (5 075 ha), couvrant 92 communes dont 63 dans la Haute-Garonne, trois en Lot-et-Garonne et 26 en Tarn-et-Garonne[24] ;
- « le Salat et le Lens » (713 ha), couvrant 32 communes dont 21 dans l'Ariège et 11 dans la Haute-Garonne[25] ;
- les « Quères des Petites Pyrénées (partie nord) » (1 262 ha), couvrant 9 communes dont une dans l'Ariège et huit dans la Haute-Garonne[26] ;
- les « Quères des Petites Pyrénées (partie sud) » (3 540 ha), couvrant 12 communes dont cinq dans l'Ariège et sept dans la Haute-Garonne[27] ;

et deux ZNIEFF de type 2, : 
- « la Garonne et milieux riverains, en aval de Montréjeau » (6 874 ha), couvrant 93 communes dont 64 dans la Haute-Garonne, trois en Lot-et-Garonne et 26 en Tarn-et-Garonne[28] ;
- les « Petites Pyrénées en rive droite de la Garonne » (12 847 ha), couvrant 20 communes dont huit dans l'Ariège et 12 dans la Haute-Garonne[29].

## Urbanisme

### Typologie
Au 1er janvier 2024, Roquefort-sur-Garonne est catégorisée commune rurale à habitat dispersé, selon la nouvelle grille communale de densité à sept niveaux définie par l'Insee en 2022.
Elle appartient à l'unité urbaine de Boussens, une agglomération intra-départementale regroupant trois  communes, dont elle est ville-centre,,. Par ailleurs la commune fait partie de l'aire d'attraction de Toulouse, dont elle est une commune de la couronne,. Cette aire, qui regroupe 527 communes, est catégorisée dans les aires de 700 000 habitants ou plus (hors Paris),.

### Occupation des sols
L'occupation des sols de la commune, telle qu'elle ressort de la base de données européenne d’occupation biophysique des sols Corine Land Cover (CLC), est marquée par l'importance des forêts et milieux semi-naturels (46,8 % en 2018), en augmentation par rapport à 1990 (43 %). La répartition détaillée en 2018 est la suivante : 
forêts (40,9 %), prairies (20,3 %), zones agricoles hétérogènes (17,5 %), terres arables (8 %), milieux à végétation arbustive et/ou herbacée (5,8 %), zones urbanisées (4,3 %), eaux continentales (3,2 %). L'évolution de l’occupation des sols de la commune et de ses infrastructures peut être observée sur les différentes représentations cartographiques du territoire : la carte de Cassini (XVIIIe siècle), la carte d'état-major (1820-1866) et les cartes ou photos aériennes de l'IGN pour la période actuelle (1950 à aujourd'hui).

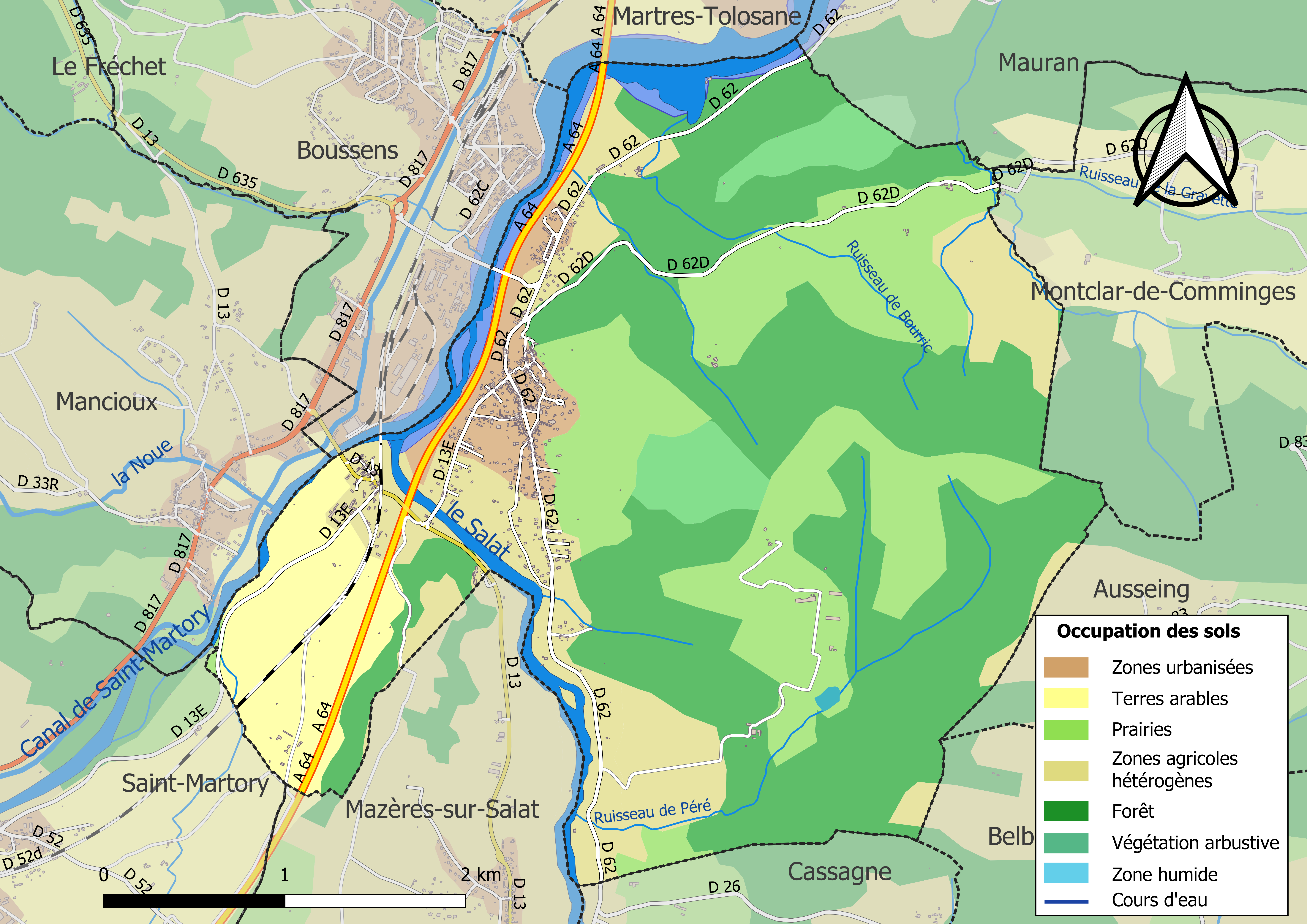
Carte des infrastructures et de l'occupation des sols de la commune en 2018 (CLC).

### Voies de communication et transports
Accès par l'A64, sortie  20,  21 par la route nationale 635 et par la route nationale 125.avec le réseau Arc-en-ciel de Haute-Garonne.
- Par le train : en gare de Boussens sur la ligne Toulouse - Bayonne.

### Risques majeurs
Le territoire de la commune de Roquefort-sur-Garonne est vulnérable à différents aléas naturels : météorologiques (tempête, orage, neige, grand froid, canicule ou sécheresse), inondations, feux de forêts, mouvements de terrains et séisme (sismicité faible). Il est également exposé à deux risques technologiques,  et  le risque industriel et la rupture d'un barrage. Un site publié par le BRGM permet d'évaluer simplement et rapidement les risques d'un bien localisé soit par son adresse soit par le numéro de sa parcelle.

#### Risques naturels
Certaines parties du territoire communal sont susceptibles d’être affectées par le risque d’inondation par débordement de cours d'eau, notamment le Salat. La commune a été reconnue en état de catastrophe naturelle au titre des dommages causés par les inondations et coulées de boue survenues en 1982, 1999, 2009 et 2013,.
Un plan départemental de protection des forêts contre les incendies a été approuvé par arrêté préfectoral du 25 septembre 2006. Roquefort-sur-Garonne est exposée au risque de feu de forêt du fait de la présence sur son territoire du massif des Petites Pyrénées. Il est ainsi défendu aux propriétaires de la commune et à leurs ayants droit de porter ou d’allumer du feu dans l'intérieur et à une distance de 200 mètres des bois, forêts, plantations, reboisements ainsi que des landes. L’écobuage est également interdit, ainsi que les feux de type méchouis et barbecues, à l’exception de ceux prévus dans des installations fixes (non situées sous couvert d'arbres) constituant une dépendance d'habitation,

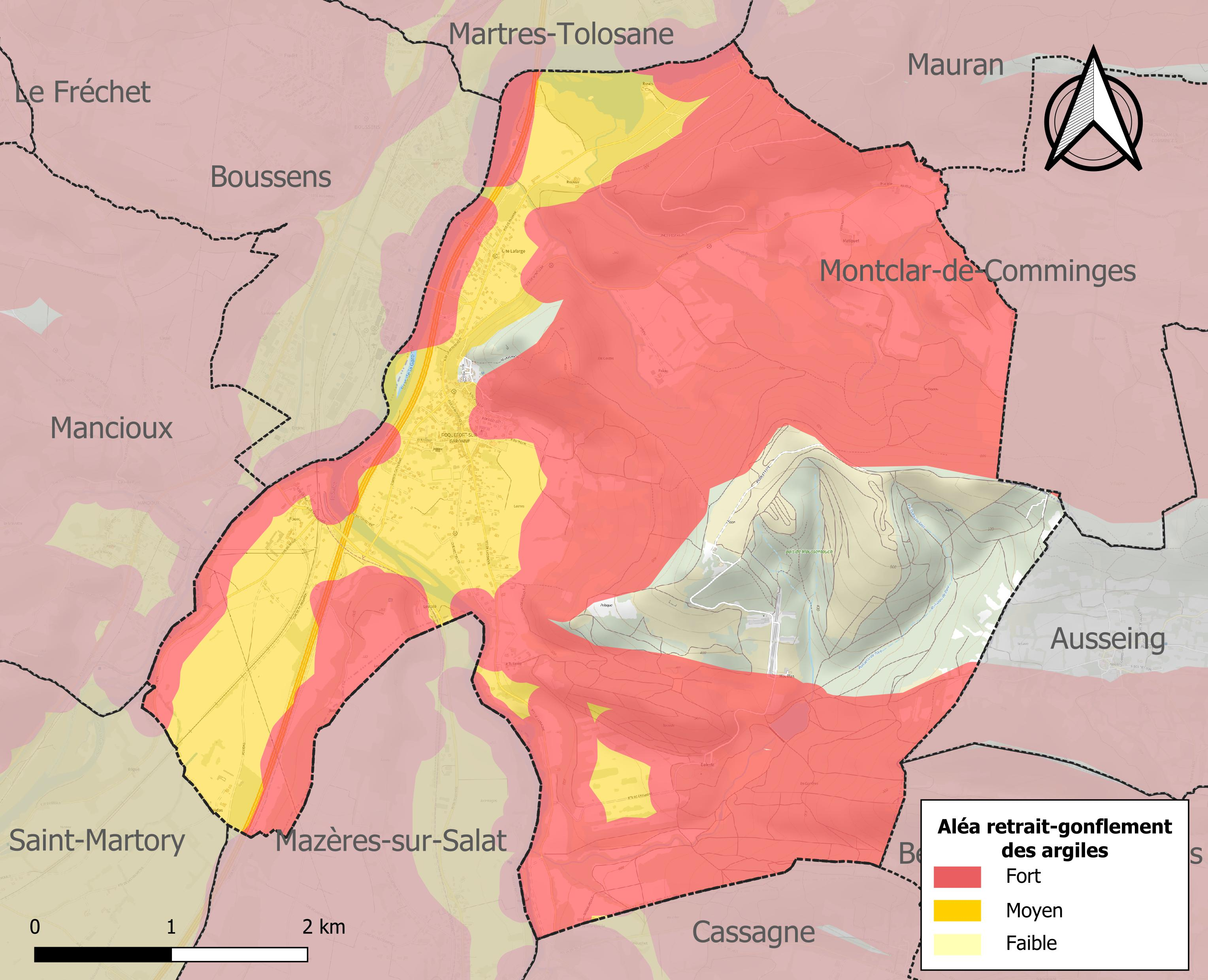
Carte des zones d'aléa retrait-gonflement des sols argileux de Roquefort-sur-Garonne.

La commune est vulnérable au risque de mouvements de terrains constitué principalement du retrait-gonflement des sols argileux. Cet aléa est susceptible d'engendrer des dommages importants aux bâtiments en cas d’alternance de périodes de sécheresse et de pluie. 82,8 % de la superficie communale est en aléa moyen ou fort (88,8 % au niveau départemental et 48,5 % au niveau national). Sur les 417 bâtiments dénombrés sur la commune en 2019, 397 sont en aléa moyen ou fort, soit 95 %, à comparer aux 98 % au niveau départemental et 54 % au niveau national. Une cartographie de l'exposition du territoire national au retrait gonflement des sols argileux est disponible sur le site du BRGM,.
Par ailleurs, afin de mieux appréhender le risque d’affaissement de terrain, l'inventaire national des cavités souterraines permet de localiser celles situées sur la commune.
Concernant les mouvements de terrains, la commune a été reconnue en état de catastrophe naturelle au titre des dommages causés par la sécheresse en 1989 et 2003 et par des mouvements de terrain en 1999.

#### Risques technologiques
La commune est exposée au risque industriel du fait de la présence sur son territoire d'une entreprise soumise à la directive européenne SEVESO.
La commune est en outre située en aval des barrages du Portillon, de Cap de Long (Hautes-Pyrénées) et de l'Oule (Hautes-Pyrénées). À ce titre elle est susceptible d’être touchée par l’onde de submersion consécutive à la rupture d'un de ces ouvrages.

## Histoire
Écrits sur l'histoire du village conté par un passionné d'histoire (voir à la mairie) qui remonte jusqu'à l'époque romaine (commerce au confluent de la Garonne et du Salat).
Menhir de Balesta, mis à bas en 1962. Il était entouré d'un sanctuaire de plein air ceint d'un mur en pierres long de 120 m, réutilisé à l'époque gallo-romaine.
Pendant le Moyen Âge les châteaux de Roquefort, de Ballesta et de Montpezat surveillaient étroitement le défilé que formait le confluent de la Garonne et du Salat.

## Politique et administration

### Administration municipale
Le nombre d'habitants au recensement de 2011 étant compris entre 500 et 1 499 habitants, le nombre de membres du conseil municipal pour l'élection de 2014 est de quinze,.

### Rattachements administratifs et électoraux
Commune faisant partie de la huitième circonscription de la Haute-Garonne, de la Communauté de communes Cagire-Garonne-Salat et du canton de Bagnères-de-Luchon (avant le redécoupage départemental de 2014, Roquefort-sur-Garonne faisait partie de l'ex-canton de Salies-du-Salat et, avant le 1er janvier 2017, de la Communauté de communes du canton de Salies-du-Salat).

### Liste des maires
| Période                                  | Période  | Identité            | Étiquette | Qualité |
| ---------------------------------------- | -------- | ------------------- | --------- | --- |
| juin 1995                                | En cours | Jean-Bernard Portet | PRG       | Pharmacien Président de la Communauté de communes de Salies-du-Salat (2006-2008) Président de la fédération des chasseurs de Haute-Garonne (depuis 2010) |
| Les données manquantes sont à compléter. |          |                     |           | |

## Population et société

### Démographie
| 1793 | 1800 | 1806 | 1821 | 1831 | 1836 | 1841 | 1846 | 1851 |
| ---- | ---- | ---- | ---- | ---- | ---- | ---- | ---- | ---- |
| 777  | 766  | 842  | 847  | 967  | 946  | 945  | 960  | 926  |

| 1856 | 1861 | 1866 | 1872 | 1876 | 1881 | 1886 | 1891 | 1896 |
| ---- | ---- | ---- | ---- | ---- | ---- | ---- | ---- | ---- |
| 893  | 910  | 892  | 857  | 813  | 786  | 761  | 726  | 728  |

| 1901 | 1906 | 1911 | 1921 | 1926 | 1931 | 1936 | 1946 | 1954 |
| ---- | ---- | ---- | ---- | ---- | ---- | ---- | ---- | ---- |
| 701  | 727  | 637  | 559  | 567  | 544  | 544  | 664  | 695  |

| 1962 | 1968 | 1975 | 1982 | 1990 | 1999 | 2006 | 2008 | 2013 |
| ---- | ---- | ---- | ---- | ---- | ---- | ---- | ---- | ---- |
| 897  | 988  | 842  | 810  | 806  | 715  | 761  | 773  | 794  |

| 2018 | 2022 | - | - | - | - | - | - | - |
| ---- | ---- | - | - | - | - | - | - | - |
| 790  | 799  | - | - | - | - | - | - | - |

| selon la population municipale des années : | 1968 | 1975 | 1982 | 1990 | 1999 | 2006 | 2009 | 2013 |
| Rang de la commune dans le département      | 78   | 102  | 126  | 147  | 171  | 185  | 186  | 191  |
| Nombre de communes du département           | 592  | 582  | 586  | 588  | 588  | 588  | 589  | 589  |

### Enseignement
Roquefort-sur-Garonne fait partie de l'académie de Toulouse.
L'enseignement est assurée par un regroupement pédagogique intercommunal avec la commune de Boussens (petite et moyenne sections de maternelle, CE2, CM1, CM2), et sur la commune (école maternelle grande section de maternelle, CP, CE1).

### Activités sportives
9e étape du Tour de France 2008, pétanque,

### Écologie et recyclage
La collecte et le traitement des déchets des ménages et des déchets assimilés ainsi que la protection et la mise en valeur de l'environnement se font dans le cadre de la communauté de communes du canton de Cazères.

## Économie

### Revenus
En 2018  (données Insee publiées en septembre 2021), la commune compte 347 ménages fiscaux, regroupant 746 personnes. La médiane du revenu disponible par unité de consommation est de 21 180 € (23 140 € dans le département).

### Emploi
|                | 2008  | 2013   | 2018   |
| -------------- | ----- | ------ | ------ |
| Commune        | 6 %   | 12,3 % | 13,6 % |
| Département    | 7,7 % | 9,6 %  | 9,3 %  |
| France entière | 8,3 % | 10 %   | 10 %   |

En 2018, la population âgée de 15 à 64 ans s'élève à 477 personnes, parmi lesquelles on compte 77,1 % d'actifs (63,5 % ayant un emploi et 13,6 % de chômeurs) et 22,9 % d'inactifs,. En  2018, le taux de chômage communal (au sens du recensement) des 15-64 ans est supérieur à celui du département et de la France, alors qu'en 2008 la situation était inverse.
La commune fait partie de la couronne de l'aire d'attraction de Toulouse, du fait qu'au moins 15 % des actifs travaillent dans le pôle,. Elle compte 88 emplois en 2018, contre 152 en 2013 et 122 en 2008. Le nombre d'actifs ayant un emploi résidant dans la commune est de 310, soit un indicateur de concentration d'emploi de 28,3 % et un taux d'activité parmi les 15 ans ou plus de 56,1 %.
Sur ces 310 actifs de 15 ans ou plus ayant un emploi, 38 travaillent dans la commune, soit 12 % des habitants. Pour se rendre au travail, 90,6 % des habitants utilisent un véhicule personnel ou de fonction à quatre roues, 2,6 % les transports en commun, 4,4 % s'y rendent en deux-roues, à vélo ou à pied et 2,3 % n'ont pas besoin de transport (travail au domicile).

### Activités hors agriculture
43 établissements sont implantés  à Roquefort-sur-Garonne au 31 décembre 2019. Le tableau ci-dessous en détaille le nombre par secteur d'activité et compare les ratios avec ceux du département,.
| Secteur d'activité                                                                                        | Commune | Commune | Département |
| Secteur d'activité                                                                                        | Nombre  | %       | %           |
| --- | ------- | ------- | ----------- |
| Ensemble                                                                                                  | 43      |         |             |
| Industrie manufacturière, industries extractives et autres                                                | 5       | 11,6 %  | (5,7 %)     |
| Construction                                                                                              | 11      | 25,6 %  | (12 %)      |
| Commerce de gros et de détail, transports, hébergement et restauration                                    | 5       | 11,6 %  | (25,9 %)    |
| Activités financières et d'assurance                                                                      | 1       | 2,3 %   | (3,8 %)     |
| Activités spécialisées, scientifiques et techniques et activités de services administratifs et de soutien | 8       | 18,6 %  | (19,8 %)    |
| Administration publique, enseignement, santé humaine et action sociale                                    | 9       | 20,9 %  | (16,6 %)    |
| Autres activités de services                                                                              | 4       | 9,3 %   | (7,9 %)     |

Le secteur de la construction est prépondérant sur la commune puisqu'il représente 25,6 % du nombre total d'établissements de la commune (11 sur les 43 entreprises implantées à Roquefort-sur-Garonne), contre 12 % au niveau départemental.

### Agriculture
|               | 1988 | 2000 | 2010 | 2020 |
| ------------- | ---- | ---- | ---- | ---- |
| Exploitations | 15   | 9    | 5    | 6    |
| SAU (ha)      | 497  | 277  | nd   | 264  |

La commune est dans « La Rivière », une petite région agricole localisée dans le sud du département de la Haute-Garonne, constituant la partie piémont au relief plus doux que les Pyrénées centrales la bordant au sud et où la vallée de la Garonne s’élargit. En 2020, l'orientation technico-économique de l'agriculture sur la commune est la polyculture et/ou le polyélevage. Six exploitations agricoles ayant leur siège dans la commune sont dénombrées lors du recensement agricole de 2020 (15 en 1988). La superficie agricole utilisée est de 264 ha,,.

## Culture locale et patrimoine

### Lieux et monuments

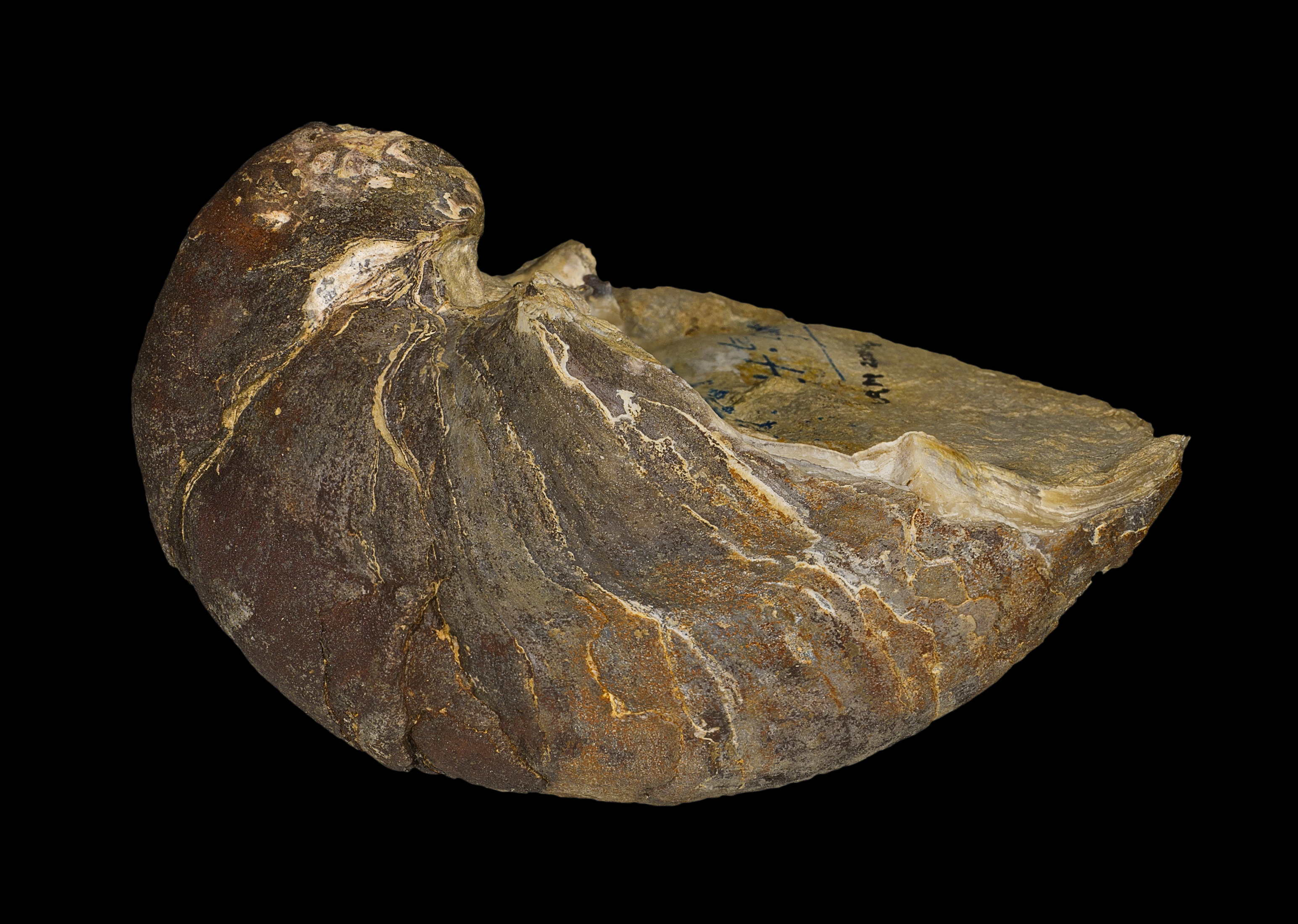
Pycnodonte du Campanien retrouvé sur le territoire de la commune – Muséum de Toulouse.

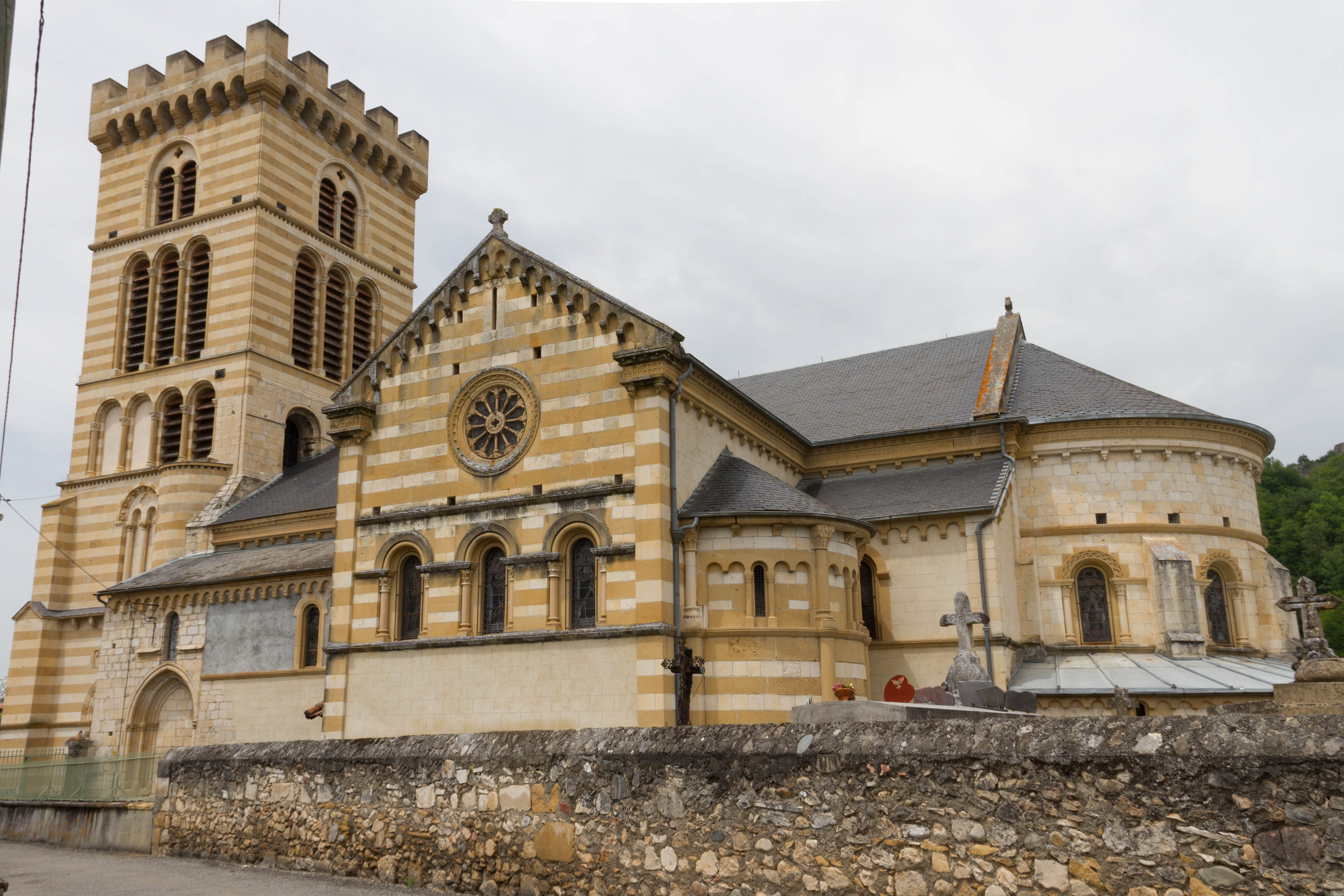
Église Saint-Martin.

- Son château en ruine à l'origine du village et de son nom, un fort construit sur un roc sur les hauteurs du village.
- Église Saint-Martin.

### Personnalités liées à la commune
- François Fontan, penseur politique occitaniste français, fondateur du Parti nationaliste occitan
- Saint Martin, patron du village

## Pour approfondir